# Landhaus P. Godeffroy

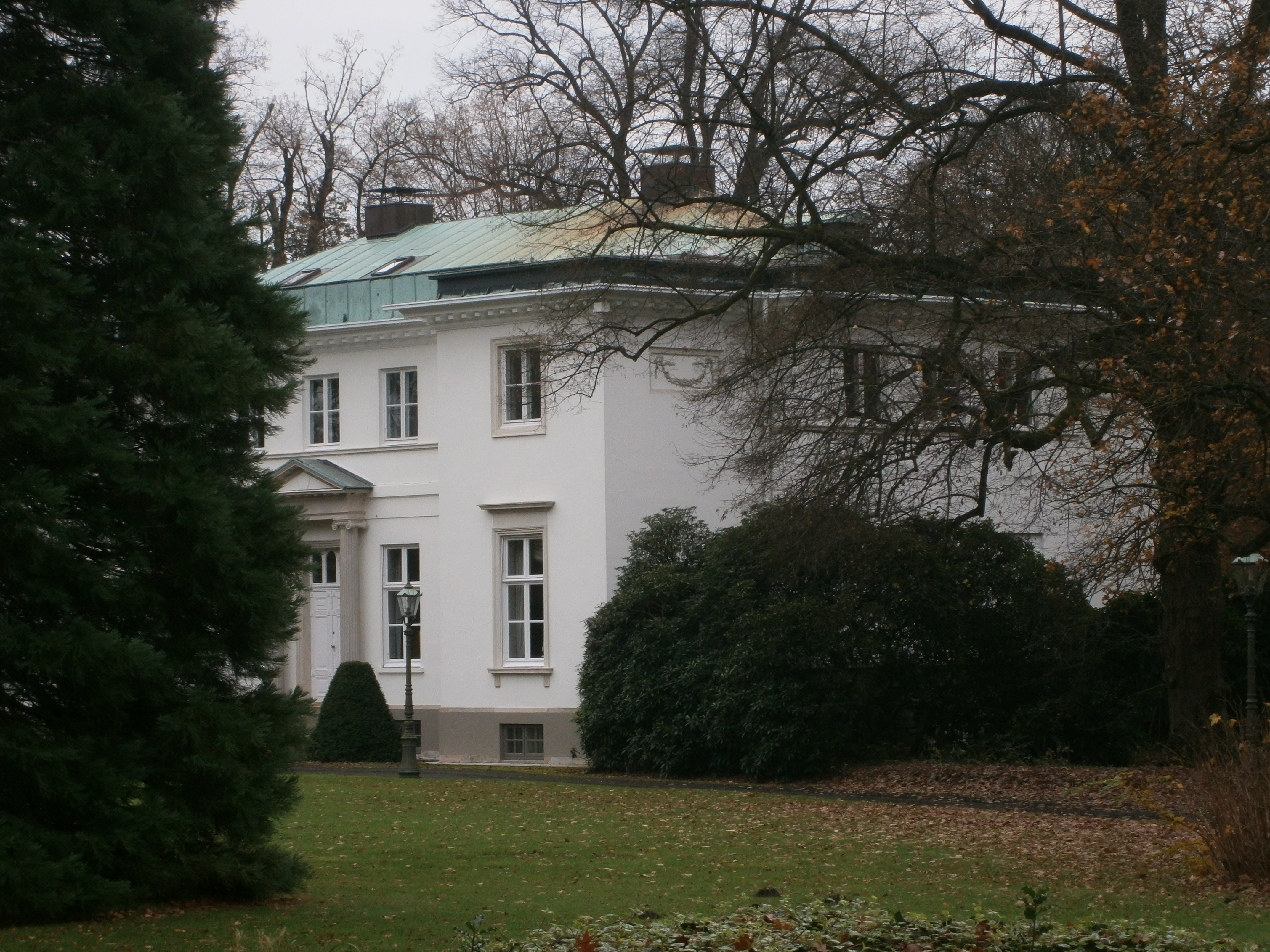
Das weiße Haus, Villa P. Godeffroy, in Hamburg-Blankenese, Elbchaussee 547

Das Landhaus P. Godeffroy ist ein vom Architekten Christian Frederik Hansen entworfenes klassizistisches Landhaus an der Elbchaussee in Hamburg-Nienstedten. 

## Geschichte und Ausstattung
Peter Godeffroy ließ sich wie sein Bruder Jean Cesar Godeffroy von dem für die dänischen Landesteile Holstein und Altona/Elbe zuständigen Landbaumeister Christian Frederik Hansen ein repräsentatives Landhaus bauen. Dazu hatte er etwas weiter westlich des Mühlenberger Tals auf der Elbchaussee 547 von den Erben von Justizrat C. Matthiessen ein Grundstück erworben. Der Bau wurde 1790 begonnen und die Bauzeit betrug 2 Jahre.
Der breitgelagerte eineinhalbgeschossige Putzbau mit abschließendem Mezzaningeschoss steht auf einem Sandsteinsockel mit siebenachsiger Straßenfassade, die zwei einachsige, stark vorspringende Seitenrisalite aufweist. Die Elbfassade hat einen dreiachsigen Mitteltrakt und stark vorspringende zweiachsige Seitenrisalite sowie die Seitenfronten dreiachsige Mittelrisalite. Zur Straßen- und Elbseite befinden sich ionische Säulenportale. Die Villa hat ein niedriges kupfergedecktes Walmdach mit Attika.
Hansen richtete das Haus mit Gipsabgüssen antiker Statuen, Büsten, Vasen und Basreliefs aus dem antiken Rom ein, unter ihnen eine Venusstatue, die ursprünglich für das Marmorpalais im Neuen Garten in Potsdam bestimmt war. Die Ausstattung stammte aus einer in Rom für den preußischen Hof in Berlin beschafften Ladung, mit der das Transportschiff auf der Elbe vor Blankenese Schiffbruch erlitten hatte und die Hansen aus der Versicherungsmasse des gestrandeten Schiffes hatte erwerben können.
Einige Räume waren tapeziert. Die Muster stammten von Jean Baptiste Réveillon (1725–1789), der einer der bekanntesten Vertreter der französischen Tapetenmanufakturen war.

## Garten
Louis Jacob schuf einen englischen Landschaftsgarten.
Laut einer Anzeige, in der der Verkauf der Besitzung im Auftrag der Testamentsvollstrecker für Ende Mai 1823 angekündigt wurde, gehörten dazu u. a. Treibhäuser (Treibereien), eine Orangerie sowie zwei Bauhöfe.

## Nachnutzung
Nach dem Tod von Peter Godeffroy erwarb der Kaufmann Johann Ludwig Thierry, der mit dessen Tochter Charlotte verheiratet war, das Haus und Teile des Besitzes in einer Auktion. Charlotte Thierry bewohnte das Haus bis an ihr Lebensende im März 1880. Es blieb bis zum Tode von Wilhelm von Godeffroy 1904 in der Familie. Anschließend kam es in den Besitz von Heinrich Friedrich Kirsten, 1920 an Karl Sieveking und schließlich 1934 an John T. Essberger.
Essberger ließ das Haus in seinen Originalzustand zurückversetzen. Später übernahm es seine Tochter Liselotte von Rantzau-Essberger, deren Sohn Eberhart von Rantzau es heutzutage führt.

## Ansichten und Pläne
- Landhaus P. Godeffroy & Weißes Haus. (html) In: www.bildindex.de. Deutsches Dokumentationszentrum für Kunstgeschichte - Bildarchiv Foto Marburg, 1948, S. 12, abgerufen am 31. Mai 2024 (Zahlreiche Innenaufnahmen, s/w Aufnahmen, Datierungen innerhalb der Aufnahmen).
- Réveillon-Tapete. (html) In: www.bildindex.de. Deutsches Dokumentationszentrum für Kunstgeschichte - Bildarchiv Foto Marburg, 1943, S. 3, abgerufen am 31. Mai 2024 (Aufnahmen farbig, als s/w Aufnahme datiert: 1945).
- Architekturzeichnungen aus der National Dänische Kunstbibliothek (Danmarks Kunstbiliotek): Tyskland, Hamburg, Blankenese, Elbchaussee 547, Peter Godeffroy’s Hus (online1)(online2)